# Monarca del paradís de l'Índia
El monarca del paradís de l'Índia'
(Terpsiphone paradisi) és una espècie d'ocell de la família dels monàrquids (Monarchidae) 

## Hàbitat i distribució
Habita zones boscoses, boscos de bambú, manglars i medi urbà des del nord d'Afganistan i la Xina occidental fins Bangladesh, sud-oest de Myanmar i Sri Lanka

## Taxonomia
Antany es considerava que les diferents subespècies de Terpsiphone affinis eren part d'aquesta espècie, però recentment han estat considerades a una espècie diferent arran estudis recents.